# Geschwister-Scholl-Gesamtschule (Moers)
Die Geschwister-Scholl-Gesamtschule Moers (kurz: GSG-Moers) ist die älteste Gesamtschule im niederrheinischen Moers. Es handelt sich um eine Ganztagsschule mit rund 1025 Schülerinnen und Schülern und bietet Unterricht in den Sekundarstufen I und II. Die Schule setzt auf inklusives Lernen und bietet Fördermöglichkeiten für Schülerinnen und Schüler mit den Schwerpunkten emotionale und soziale Entwicklung, Lernen sowie Sprache. Es gibt bilingualen Unterricht in Englisch für Erdkunde, Geschichte und Politik. Als zweite Fremdsprachen werden Französisch ab Klasse 7 und Spanisch ab Klasse 9 sowie in der Oberstufe angeboten.

## Beschreibung und Lage
Die Schule liegt im Osten der Stadt Moers im Stadtteil Hochstraß.
Die Geschwister-Scholl-Gesamtschule besteht aus drei Gebäudeteilen, die in die Farben Rot, Blau und Gelb gegliedert sind. Zusätzlich verfügt die Schule über zwei Sporthallen und eine Mensa, in der auch die Räume der Schulsozialarbeit untergebracht sind. Insgesamt umfasst die Schule etwa 70 Räume, darunter neben den regulären Klassenräumen auch Fachräume für Biologie, Physik, Chemie, Kunst und Musik. Weiterhin gibt es drei Computerräume, eine Aula mit einer Kapazität von rund 300 Personen sowie zwei Schulhöfe.

## Geschichte und Namensgebung
Die Geschwister-Scholl-Gesamtschule Moers wurde 1984 als erste Gesamtschule in Moers gegründet. Größte Unterschiede zu den bis dahin bestehenden weiterführenden Schulen in Moers waren das längere gemeinsame Lernen, ein attraktives Ganztagsangebot sowie die Möglichkeit, alle Schulabschlüsse der Sekundarstufe I und das Abitur unter einem Dach zu erreichen. Die kontinuierlich steigende Nachfrage nach Gesamtschulplätzen führte zur Gründung von zwei weiteren Gesamtschulen in Moers (1988 und 1996).
Die Schule ist nach Hans und Sophie Scholl benannt, die durch ihre Mitgliedschaft in der Widerstandsgruppe „Die weiße Rose“ gegen das nationalsozialistische Regime kämpften. Der Name der Schule spiegelt die Werte wider, die auch ihr Schulprogramm prägen. Dazu gehören:
- Erziehung zur Wachsamkeit gegenüber Ungerechtigkeiten im Großen und im Kleinen.
- Förderung demokratischen Denkens und Handelns.
- Sensibilisierung für die Würde jedes einzelnen Menschen.
- Erziehung zur Toleranz, insbesondere gegenüber Menschen aus anderen Kulturkreisen.[3]

## Schulprogramm
Das Bildungsangebot umfasst Kernfächer wie Deutsch, Mathematik und Englisch sowie MINT-Fächer (Mathematik, Informatik, Naturwissenschaften und Technik), kreative Fächer wie Kunst und Musik und gesellschaftswissenschaftliche Fächer. Hinzu kommen Sprachen wie Französisch und Spanisch.
Besonderer Wert wird auf Differenzierung im Unterricht gelegt, um unterschiedlichen Leistungsniveaus gerecht zu werden. Die Schüler haben die Möglichkeit, zwischen verschiedenen Wahlpflichtfächern und Leistungskursen in der Sekundarstufe II zu wählen. Eine frühzeitige Berufsorientierung wird durch Praktika und Berufsfelderkundungstage unterstützt, um den Schülern praxisnahe Einblicke in verschiedene Berufsfelder zu ermöglichen.
Die Schule verfügt über ein Team der Schulsozialarbeit, welches Unterstützung für Schülerinnen und Schüler sowie deren Familien bietet.

### Freiarbeit
Die Geschwister-Scholl-Gesamtschule Moers bietet in den Jahrgängen 5 bis 8 Freiarbeitsklassen an. In diesen Klassen erhalten die Schülerinnen und Schüler bis zu vier Freiarbeitsstunden pro Woche. Diese werden durch Abgabe von Unterrichtszeit aus den Haupt- und Nebenfächern ermöglicht.
Die Freiarbeit umfasst mehrere Bereiche: Die Schülerinnen und Schüler können frei entscheiden, mit welchem Material sie arbeiten möchten. Es stehen Montessori-Materialien, selbst erstellte Materialien, Sachbücher und Lernprogramme zur Verfügung. Zusätzlich werden unterrichtsbegleitende Übungen sowie jahrgangsbezogene Projekte angeboten. Die Fortschritte werden in einem Ordner dokumentiert, der als Grundlage für Beratungsgespräche dient.
In den Freiarbeitsstunden lernen die Schülerinnen und Schüler, selbstständig zu planen, zu arbeiten und ihre Tätigkeiten zu reflektieren. Die Lehrkräfte unterstützen individuell und bieten Beratung an. Die Montessoripädagogik bildet dabei einen zentralen Bestandteil des Konzepts.

### Bilingualität
Seit dem Schuljahr 1992/93 bietet die Geschwister-Scholl-Gesamtschule Moers bilingualen Unterricht an, um den steigenden Anforderungen einer globalisierten Arbeitswelt gerecht zu werden. Das bilinguale Profil ermöglicht es den Schülerinnen und Schülern, ein hohes Niveau an Fremdsprachenkompetenz in Englisch zu erwerben und bereitet sie auf internationale berufliche Herausforderungen vor.
Ab Klasse 5 erhalten Schülerinnen und Schüler in den bilingualen Klassen zusätzlich zwei Stunden Englisch pro Woche. Nach Klasse 6 wird in einer Laufbahnkonferenz über die Fortführung des bilingualen Unterrichts entschieden. Neben dem regulären Englischunterricht wird in den Fächern Erdkunde, Geschichte und Politik (bzw. ab 2025/2026 im Fach Wirtschaft/Politik) Englisch als Unterrichtssprache verwendet.
Der bilinguale Unterricht beginnt mit Erdkunde ab Klasse 7, gefolgt von Geschichte ab Klasse 8 und Politik in der 10. Klasse. Diese Fächer werden teilweise oder vollständig in englischer Sprache unterrichtet, um die Sprachfertigkeiten weiter zu fördern und internationale Perspektiven auf historische und politische Themen zu ermöglichen.

## Schulleiter
| Name            | Schulleiter von – bis |
| --------------- | --------------------- |
| Burkhard Mielke | 1984–2008             |
| Rolf Grüter     | 2008–2021             |
| Oliver Weber    | 2021 – laufend        |

## Außerunterrichtliches Engagement

### Austausche und internationale Fahrten
Die Geschwister-Scholl-Gesamtschule unterhält Partnerschaften mit Schulen im In- und Ausland. Zurzeit finden regelmäßig Fahrten in die USA statt. Abhängig von der Teilnahme an verschiedenen Erasmus+ Projekten sind auch Fahrten in andere europäische Länder geplant.
Beispiele sind die Burnt Hills-Ballston Lake High School im Bundesstaat New York und das Colegio Domus in Valencia, Spanien im Rahmen von Erasmus+. Regelmäßig nehmen Schülerinnen und Schüler am „Peace Exchange“ teil, um das amerikanische Schulsystem kennenzulernen. 2019 reisten sie im Rahmen von Erasmus+ nach Palermo auf Sizilien, wo sie sich mit Partnerschulen aus Valencia, Humenné in der Slowakei und Sizilien trafen, um gemeinsam das Umweltprojekt „App in den Garten“ weiterzuführen. Eine weitere Partnerschaft besteht mit der Kunstschule im italienischen Bergdorf Sant Anna di Stazzema.

## Auszeichnungen
2019 wurde die Schule beim Deutschen Lehrkräftepreis mit dem Sonderpreis Die Zeit Unterricht innovativ für das Projekt „PhiloWelt: iPad App“ ausgezeichnet.
Die Schülerfirma „GSG-Quiz“ erreichte im Jahr 2019 den ersten Platz beim IHK-Schulpreis (IHK Duisburg/Wesel/Kleve).